# Lucernaria bathyphila
Lucernaria bathyphila är en nässeldjursart som beskrevs av Ernst Haeckel 1880. Lucernaria bathyphila ingår i släktet Lucernaria och familjen Lucernariidae. Inga underarter finns listade i Catalogue of Life.

## Bildgalleri

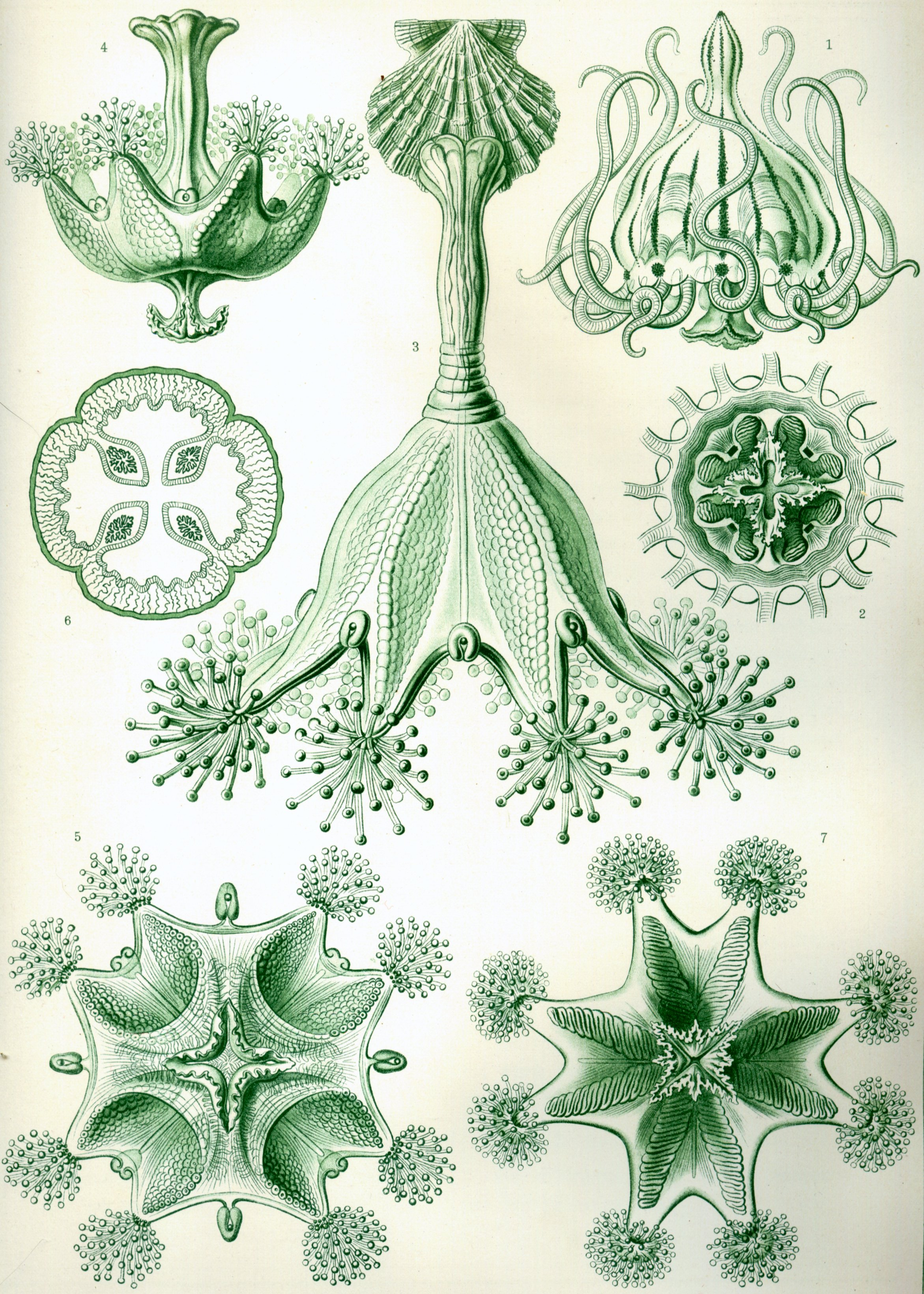